# Чарткі (гміна Серадз)
Чарткі (пол. Czartki) — село в Польщі, у гміні Серадз Серадзького повіту Лодзинського воєводства.
Населення — 247 осіб (2011).
У 1975-1998 роках село належало до Серадзького воєводства.

## Демографія
Демографічна структура станом на 31 березня 2011 року:
|          | Загалом | Допрацездатний вік | Працездатний вік | Постпрацездатний вік |
| -------- | ------- | ------------------ | ---------------- | -------------------- |
| Чоловіки | 124     | 22                 | 96               | 6                    |
| Жінки    | 123     | 22                 | 76               | 25                   |
| Разом    | 247     | 44                 | 172              | 31                   |